# Slavko Fidler
Slavko (Ladislav) Fidler (*Ponikva pri Grobelnem, 10. 05. 1928 - Maribor, 31. 08. 2012) je končal osnovno šolo na Ponikvi pri Grobelnem Ponikva, Srednjo kmetijsko šolo v Mariboru Srednja šola kmetijske mehanizacije Mariborin študij agronomije na Kmetijsko-gozdarski fakulteti v Zagrebu Faculty of Agriculture Zagreb. Nekaj časa je delal kot agronom, potem pa kot profesor in trideset let ravnatelj Srednje šole kmetijske mehanizacije v Mariboru. V času njegovega ravnateljevanja je tudi na novo zaživela nekdanja šola za gospodinjstvo na gradu Svečina, ki je prešla v Vinarsko-sadjarsko šolo Posestvo Svečina.
Vseskozi se je ukvarjal s pisanjem pesmi. Objavil je tudi nekaj učbenikov za srednjo šolo. Njegove pesmi so objavljene tudi v slovenski literani spletni reviji Locutio Locutio. 
Njegovo krstno ime Ladislav Fidler.
Publikacije: 
1. VARNO DELO S TRAKTORJEM IN TRAKTORSKIMI PRIKLJUČKI. SN. 3, učbenik (Državna založba Slovenije, Ljubljana 1987)
2. VARNO DELO S TRAKTORJEM IN TRAKTORSKIMI PRIKLJUČKI, priročnik(Zveza organizacij za tehnično kulturo Slovenije, Kmetijsko tehnična komisija, Ljubljana 1987)
3. VARNO DELO S TRAKTORJEM IN TRAKTORSKIMI PRIKLJUČKI, priročnik(Kmetijsko tehnična komisija pri Zvezi organizacij za tehnično kulturo Slovenije, Ljubljana 1991)
4. KMETIJSKI STROJI 2. SN. 3, učbenik (Državna založba Slovenije, Ljubljana 1991)
5. KATALOGA ZNANJA IZ PREDMETOV SPOZNAVANJE IN POPRAVILO KMETIJSKE MEHANIZACIJE IN PRAKTIČNEGA POUKA : PROGRAM: KMETIJSKA MEHANIZACIJA SR 03/87/90, SMER: A - KMETIJSKI MEHANIK (Zavod Republike Slovenije za šolstvo in šport, Ljubljana 1992)
6. SREDNJA KMETIJSKA ŠOLA MARIBOR : ZBORNIK 120 (Srednja kmetijska šola, Maribor 1992) 
7. KOBANSKI UTRINKI, pesniška zbirka (Srednja šola kmetijske mehanizacije v Mariboru, Maribor 1997) 
8. VINO JE KOT BOG, pesniška zbirka (Mariborska literarna družba, Maribor 2000) 
9. SLOVO OD MILANA ŠTANCERJA, članek (Večer, Maribor, 2001)
10. FAKULTETA ZA KMETIJSTVO IN BIOSISTEMSKE VEDE = FACULTY OF AGRICULTURE AND LIFE SCIENCES, zbornik (Fakulteta za kmetijstvo, Maribor 2008)